# 下雲承站
下雲承站（韓語：하운승역）是朝鮮民主主義人民共和國咸鏡南道虛川郡雲承里的一個鐵路車站，属于虛川線。

## 邻近车站
虛川線
東坮站 - 下雲承站 - 上農站